# Hommes de maïs
Hommes de maïs (Hombres de maíz) est un roman écrit par Miguel Ángel Asturias, publié en 1949. Cet ouvrage emblématique du réalisme magique, d'une lecture difficile, est souvent considéré comme un des chefs-d'œuvre du prix Nobel guatémaltèque.

## Résumé
Le récit, divisé en six parties, explore les contrastes entre les diverses coutumes traditionnelles des autochtones et la société latino-américaine en plein processus de modernisation. L'intrigue tourne autour d'une communauté indigène isolée (les hommes de maïs ou «les gens de maïs»), dont la terre est menacée par des étrangers qui cherchent à en faire une exploitation purement commerciale. Un leader indigène, Gaspar Hom, mène la résistance communautaire contre les colons qui le tuent dans l'espoir de contrecarrer la rébellion. Au-delà de sa tombe, Hom vit comme un «héros populaire». Pourtant, rien ne peut empêcher les gens de perdre leurs terres.
Dans la seconde moitié du roman, le personnage principal se nomme Nicho, et le roman s'attarde sur les difficultés qu'il rencontre dans la recherche de sa femme perdue. Au cours de sa quête, il cesse de s'identifier à la «société blanche» et se transforme en coyote, symbole culturel ancien du gardien.

## Particularités du roman
Sa narration complexe et son style lyrique, proche de la poésie en prose surréaliste et inspiré par les traditions orales mayas telles que retranscrites dans le Popol Vuh, en font une œuvre à la fois novatrice, métisse et ésotérique.

## Éditions
Édition originale
- Hombres de maíz, Buenos Aires, Losada, 1949

Édition française
- Hommes de maïs, traduit par Francis de Miomandre, Givors, A. Martel, 1953 ; réédition, Paris, Albin Michel, coll. « Les grandes traductions », 1967

### Sources secondaires en français
- Claire Marlhens, Le Mythe et les structures narratives dans "Hombres de Maíz" de Miguel Angel Asturias, mémoire de maîtrise d'espagnol sous la direction de R. Bareiro Saguier, université de Rouen, 1976 (OCLC 491890944).
- Sonia Vaupot, Les problèmes sociolinguistiques de l'œuvre de Miguel Angel Asturias, Hombres De Maíz, à partir des traductions française et slovène, mémoire de DEA sous la direction de Maurice Pergnier, Université Paris-Est Créteil Val de Marne, 1996.
- Marie-Louise Ollé, Sémiotique des tropes : écriture et symboles dans l'œuvre de Miguel Ángel Asturias "Hombres de maíz", "Mulata de tal", "Maladrón", thèse de doctorat en Langue et littérature espagnoles et portugaises, Université Toulouse II-Le Mirail, 2000 (OCLC 491085160).
- Marie-Louise Ollé, « Le nahualisme dans Hombres de Maíz », in Caravelle, n° 76, décembre 2001, p.593-602.

### Autres sources secondaires
- (es) Sandro Abate, « Tradición y originalidad en "Hombres de maíz": del Modernismo al Realismo Mágico », RILCE (Revista de filología hispánica), ISSN 0213-2370, vol. 16, nº1, 2000, p.1-12 (lire en ligne).
- (es) Arturo Arias, « Ideología y lenguaje en Hombres de Maíz », Texto Crítico, Centro de Investigaciones Lingüístico-Literarias de la Universidad Veracruzana, sept.-déc. 1985, no. 33, p.153-164.
- (es) Giuseppe Bellini, Mundo mágico y mundo real : la narrativa de Miguel Ángel Asturias, Roma, Bulzoni Editore, 1999 (lire en ligne sur la Biblioteca Virtual Miguel de Cervantes).
- (es) Giuseppe Bellini, « Recuperación del mundo precolombino y colonial en la narrativa de Miguel Ángel Asturias », in América sin Nombre, 2004 n°5-6, p.44-52 (lire en ligne).
- (es) Cledy M. Bertiño, « Miguel Ángel Asturias y el simbolismo mítico de Hombres de maíz », Universidad, n°68, 1966, p.233-259.
- (es) Germán D. Carrillo, « Del surrealismo al realismo mágico en "Hombres de maíz" de MA. Asturias », Sin Nombre, XIV-l, Puerto Rico, oct-déc. 1983, p.53—60.
- (es) María del Pilar Vila, El Mito en "Hombres de Maíz" de Miguel Angel Asturias, Fondo Editorial Rionegrino, 1989  (ISBN 9502304802).
- (es) Ricardo Estradas, Estilo y magia del "Popol Vuh" en "Hombres de maíz" de Miguel Angel Asturias, coll. Humanidades, v. 3, n°2, Facultad de humanidades de la Universidad de San Carlos de Guatemala, 1961 (OCLC 858338686).
- (es) Erik Camayd Freixas, « Miguel Angel Asturias, "Hombres de Maíz" : como lectura surrealista de la escritura mayense », Revista de Crítica Literaria Latinoamericana, 1998, p.207-225.
- (es) Emilio F. García, Hombres de maíz : unidad y sentido a través de sus símbolos mitológicos, Universal, 1978 (OCLC 468287645).
- (es) Saúl Hurtado Heras, Por las tierras de Ilóm : el realismo mágico en "Hombres de maíz", UNAM, 1997  (ISBN 9688353620).
- (es) Mario Roberto Morales, La Articulación de las diferencias, ó, El síndrome de Maximón: Los discursos literarios y políticos del debate interétnico en Guatemala, FLACSO, 1998, II, 2 : « Se llama Miguel Ángel Asturias y así le nació la conciencia : dos procesos discursivos de concientización y autocreación de sujetos mestizos. El caso de Hombres de maíz y de Me llamo Rigoberta Menchú ». (lire en ligne).
- (en) Brotherston, « The Presence of Mayan Literature in "Hombres de Maíz" and Other Works by Miguel Ángel Asturias », Hispania, n°58, 1975, p.68-74 (OCLC 5548023569).
- (en) Reni Prieto, Miguel Angel Asturias's Archeology of Return, Cambridge University Press, 2009  (ISBN 0521112451).